# Stizolophus balsamitoides
Stizolophus balsamitoides là một loài thực vật có hoa trong họ Cúc. Loài này được (Post) Soják miêu tả khoa học đầu tiên năm 1962.